# Madzsar János
Madzsar János (Sátoraljaújhely, 1839. május 28. – Szatmárnémeti, 1919. január 25.) állami tanítóképző-intézeti igazgató és főgimnáziumi tanár, a Szatmári Takarékpénztár-Egyesület pénztárnoka, Madzsar Károly bátyja.

## Élete
Madzsar György és Szopkovics Mária polgári szülők fia. A főgimnáziumot szülővárosában és Egerben, a tanítóképzőintézetet Szatmáron végezte 1860. augusztus 8-án, azután segédtanító lett. 1863. október 1-jén a szatmári gimnáziumhoz helyettes tanárnak nevezték ki. 1867-ben a pesti egyetemen letette a tanári vizsgálatot és ekkor rendes tanár lett. Miniszteri segéllyel 1868 októbertől 1869 júniusig meglátogatta a németországi tanítóképzőket, hazajövetele után júliusban a máramarosi, 1873. május 30-án a dévai tanítóképző igazgatójának nevezték ki. 1875. szeptember 6-án a fehértemplomi gimnáziumhoz helyezték át. 1868-ban alapította a szatmármegyei népnevelési egyletet, a máramarosmegyei tanítóegyletnek több évig elnöke volt. 1874. január 6-án pedig a hunyad-zarándmegyei és szászváros-széki tanítóegylet választotta elnökének. 1879-ben nyugdíjazták.
Álneve: Berzéthy Aurel (a Népnevelők Lapjában 1871-ben.)

## Írásai
Cikkeket írt a Tanodai Lapokba (1861-62.), a Néptanítók Lapjába (1869. A szatmármegyei népnevelési egylet alakulásáról. A tizenhetes bizottmány alapszabályjavaslata Szatmármegye népnevelési egylete részére, Levele a szatmármegyei néptanítókhoz, 1870. Tornászati tanulmányok, Levele Speyerből a szatmármegyei néptanítókhoz, Gazdászati tanulmányok a speyeri tanítóseminariumban s azon kívül, Teremtsünk közönséget a népiskoláknak, 1871. Számtani leczkék az egy tanítóval bíró népiskolában, Alakítsunk szorgalmi könyvtárakat! A szellemi fejlődés kezdetéről, A szellem eszméleti állapotáról, Számtanítás az egy tanítóval bíró népiskolában, 1873. Az olvasmányok tárgyi és nyelvtani kezelése a népiskolában); írt még a Zalai Tanközlönybe, a Család és Iskolába, a Székely Tanügybe, az Alföldi Tanítóegyesület Közlönyébe, az Ellenőrbe (1877. A magyar paedagogia önállósításáról.)

## Munkái
- Magyar mondattan. Tanítók-, Tanítójelöltek-, főelemi tanodák s a gymnasiumok alsóbb osztályainak számára. 1. füzet. Pest, 1868. (Több nem jelent meg.)
- Számtani példatár. Kiegészítésül a Néptanítók Lapjának 1871. 2., 3. és 18-24. számaiban közölt czikkeihez. M.-Sziget, 1871. (Ism. Néptanítók Lapja 1874.)
- Vezérkönyv a számtanításban. Néptanítók számára. Bpest, 1875. Három rész. (I. és II. r. 2. jav. kiadás. Uo. 1877.)
- Méterrendszer gyakorlati ismertetése. Gazdák, iparosok, kereskedők és tanítók használatára. Uo. 1875.
- Számtani és gyakorlati példatár. Uo. 1875. Öt füzet. (Ism. Néptanítók Lapja 1875., 1876. 2. jav. kiadás. Uo. 1877.)
- Vezérkönyv a magyar nyelv tanításában. Tanítóképezdék és néptanítók számára. Uo. 1876. Három füzet.
- Az igazság szava. Válaszul Gönczy Pál miniszteri tanácsos úr több rendbeli nyilatkozatára. Fehértemplom, 1876.
- Nyelvtani példatár. Uo. 876. Három füzet.
- Magyar nyelvkönyv a német tannyelvű népiskolák számára. Bpest, 1879-81. Négy kötet.
- Utmutatás a magyar nyelv tanítására a nem magyar ajkú népiskolákban. Uo. 1879.
- Az őrmester. Beszély, Zschokke Henrik után ford. Esztergom, 1881. (Mulattató Zsebkönyvtár 12.)

### Kéziratban
- Eötvösfalva, pedagógiai és a tanügyi közigazgatást bíráló regény három kötetben; Számtan a felsőbb leányiskolák számára.